# Diver
Diver é o oitavo single da banda de J-Rock Nico Touches the Walls e também a faixa 8 do álbum Passenger. Além disso, é o tema de abertura da oitava temporada do anime Naruto Shippuden. Foi também o segundo single da banda a entrar na franquia Naruto, depois de "Broken Youth" (usado como o sexto encerramento de Naruto: Shippuden). O single é o mais bem sucedido da banda até agora, atingindo o número sete da Oricon, parada oficial no Japão.
O single é acompanhado por um B-side harmonioso "Yuunjou Sanka" (música também do álbum Passenger) que provavelmente deve ter sido ouvida em concertos antes de ser lançada, como sempre fizeram com músicas como : "Sudden Death Game", "Diver" e "Nakuno wa Yamete"